# Ronan Vibert
Ronan Vibert (* 23. Februar 1964 in Cambridge, Cambridgeshire; † 22. Dezember 2022 in Florida) war ein britischer Schauspieler.

## Karriere
Nach seinem Abschluss an der Royal Academy of Dramatic Art, die er von 1983 bis 1986 besucht hatte, begann Ronan Vibert ab 1989 seine Schauspielerkarriere in verschiedenen Fernsehproduktionen. Einem größeren deutschen Publikum wurde er durch diverse Auftritte in den britischen Serien Inspector Barnaby und Lewis – Der Oxford Krimi und durch seine Darstellung des Lepidus in der Fernsehserie Rom sowie durch seinen Auftritt als Giovanni Sforza in der Serie Die Borgias bekannt. Auch bei größeren Filmproduktionen wirkte Vibert mit; so war er unter anderem 2014 in einer kleineren Rolle in dem Film Dracula Untold zu sehen. Zuletzt war er 2019 in zwei Folgen der Serie Carnival Row zu sehen. Sein Schaffen für Film und Fernsehen umfasst rund 80 Produktionen.
Vibert war ab 2013 verheiratet.

## Filmografie (Auswahl)
- 1989: Traffik (Fernsehserie, drei Folgen)
- 1989–2009: The Bill (Fernsehserie, vier Folgen)
- 1992: Künstliche Schwestern
- 1995: Die Freibeuterinnen (Fernsehserie, fünf Folgen)
- 1996: Geschichten aus der Gruft (Fernsehserie, eine Folge)
- 1998: Talos, die Mumie
- 2000: Shadow of the Vampire
- 1998–2000: The Canterbury Tales (Fernsehserie, zwei Folgen)
- 2002: Der Pianist
- 2003: Lara Croft: Tomb Raider – Die Wiege des Lebens
- 2005: Waking the Dead – Im Auftrag der Toten (Fernsehserie, zwei Folgen)
- 2005: Hex (Fernsehserie, vier Folgen)
- 2006: Inspector Barnaby (Midsomer Murders) Fernsehserie, Staffel 9, Folge 7: Tote singen nicht (Death In Chorus)
- 2007: Rom (Fernsehserie, vier Folgen)
- 2009: Lewis – Der Oxford Krimi (Fernsehserie, eine Folge)
- 2010: Agatha Christie’s Poirot (Fernsehserie, Folge Nikotin)
- 2011–2012: Die Borgias (Fernsehserie, acht Folgen)
- 2013: Navy CIS: L.A. (Fernsehserie, eine Folge)
- 2013: New Tricks – Die Krimispezialisten (Fernsehserie, eine Folge)
- 2013: Saving Mr. Banks
- 2014: Dracula Untold
- 2015: Penny Dreadful (Fernsehserie, zwei Folgen)
- 2015: Jonathan Strange & Mr Norrell (Fernsehserie, vier Folgen)
- 2019: Carnival Row (Fernsehseserie, zwei Folgen)